# Anne Broadbent
Pour les articles homonymes, voir Broadbent.
Anne Lise Broadbent est une mathématicienne canadienne de l'université d'Ottawa qui a remporté le prix André-Aisenstadt 2016 pour ses recherches en informatique, en cryptographie quantique et en information quantique.

## Formation
Broadbent s'est spécialisée en musique à l'école secondaire De La Salle à Ottawa et a obtenu son diplôme en 1997. Son intérêt pour les sciences l'a amenée à se spécialiser en mathématiques pour son diplôme de premier cycle.
Broadbent a été l'élève d'Alain Tapp et de Gilles Brassard à l'université de Montréal, où elle a complété sa maîtrise en 2004 sur le thème des jeux de pseudo-télépathie quantique (Quantum pseudo-telepathy games)  et son doctorat. en 2008 avec une thèse sur la non-localité quantique, la cryptographie et la complexité (Quantum nonlocality, cryptography and complexity) ,,.

## Carrière
Après des études postdoctorales à l'Institut d'informatique quantique de l'Université de Waterloo, elle a déménagé à Ottawa en 2014. Elle est professeure agrégée à l'Université d'Ottawa et y détient une chaire de recherche universitaire.

## Récompenses
Broadbent est la lauréate 2010 du prix John Charles Polanyi en physique du Conseil des universités de l'Ontario,. Elle a reçu le prix André-Aisenstadt du Comité consultatif scientifique international du Centre de recherches mathématiques en 2016 pour son leadership et son travail dans l'information quantique et la cryptographie.